# Sayonara Wild Hearts
『Sayonara Wild Hearts』（さよならワイルドハーツ）は、スウェーデンのインディーゲームスタジオSimogoが開発しアンナプルナ・インタラクティブより発売されたアクションゲーム。失恋した女性が異世界に導かれてヒロインとなり、シュールな空間を疾走しながら世界の調和を取り戻していく物語が展開される。
ネオンカラーのグラフィックとエレクトロポップのBGMがゲームの進行と同期している構成が特徴で、公式サイト等では本作を「ポップアルバムビデオゲーム」と表現している。こうしたビジュアル・サウンドトラック・ゲームデザインは高い評価を受け、後述のように多数のゲーム賞で受賞やノミネートを果たしている。

## システム
本作には全部で23のステージがある。主人公は基本的に画面手前から奥に向かって自動的に高速で進んでいき、ステージ上の得点アイテムを取得しながらゴール地点を目指す。場面によっては、視点が次々と変化したり、乗り物に乗ることで異なる操作感となったりする。一部のステージでは、主人公がジャンプしたり障害物を回避したりする際にBGMのリズムに合わせてコントローラボタンを押す音楽ゲームのような要素もある。
ライフやゲームオーバーの要素はなく、障害物にぶつかるなどしてミスとなった場合は直前の場面から即時再開される。同じ場面で複数回連続でミスとなった場合は場面をスキップすることもできる。
エンディング後には、全ステージを通してプレイするモード「Album Arcade」が解禁される。また、各ステージクリア後には得点に応じて評価が与えられるが、全ステージでゴールド評価を獲得すると、1度のミスで即ゲームオーバーとなる通しプレイモード「Yolo Arcade」が解禁される。

## ストーリー
（本作の登場キャラクターの設定はタロットの大アルカナがベースになっている。）
現代よりもはるか昔の世界は、三柱のアルカナの神（女教皇・女帝・教皇）が見守る中で調和が保たれていた。しかしある夜、呪われた1体のアルカナ「リトル・デス（死神）」が、仲間の「ダンシング・デビル（悪魔）」「ハウリング・ムーン（月）」「ステレオ・ラバーズ（恋人）」「ハーミット64（隠者）」とともに全ての調和を盗み、それを自分たちの卑しいハートの中に隠してしまう。これにより力を失い始めた神々は、砕いたハートの欠片からヒロインを創り出し、世界を救うための力が備わる時の訪れを願った。
それから永い年月を経た現代の世界では、ある若い女性が失恋によって心に深い傷を負いベッドに横たわっていた。そこへ、ヒロインの化身である蝶が現れて女性に近づき、異世界へいざなった。女性は、目の前を飛び続ける蝶を追ってスケートボードで疾走し、ついに捕まえることに成功する。すると次の瞬間、女性は仮面のヒロイン「ザ・フール（愚者）」へと変身し、これを機に、世界の調和を奪ったアルカナたちと対峙していくことになる。

## 開発
ディレクターのSimon Flesserは、1950年代にイギリスで流行したファッション「テディガール」の見た目を好んでおり、本作開発前の時期にはテディガールスタイルのキャラクターがバニーマスクを着用したりたばこを吸ったりしている様々な落書きを行っていた。一方、同時期には共同クリエーターのMagnus "Gordon" Gardebäckが新しいバイクを手に入れていた。Flesserはそれらがちょうど混ざりあったと感じ、仮面をつけてバイクに乗る復讐者についてのゲームを想像し始めた。
タイトルは早い段階で決定した。初代『ファイナルファンタジー』が文字通り最後の作品のつもりで作られたとされる説に影響を受け、本作に全てを込めたいという考えが反映されている。
Simogoのゲーム開発は、これまでゲームをプレイしたことがないユーザーを意識した設計を信条としており、本作においてもそれを踏まえている。例えば、ジャンプなどの特殊アクションを行う操作は1つのコントローラボタンに集約し、操作が必要な場面では画面上にボタン押下を促すアイコンが表示される（前述の音楽ゲーム要素）。また、開発中の段階で実装されていたステージ探索パートなど、ゲームプレイのテンポが遅くなる要素を間引いてステージ内容をシンプルにする方策もとられている。
本作の開発には約4年が費やされている。これまでSimogoが手掛けた過去作品よりもはるかに大きなプロジェクトとなりチームの拡張が不可欠だったため、発売元のアンナプルナ・インタラクティブから資金提供などのサポートを受けて開発が進められた。Flesserはゲーム内にナレーションを入れる案を考えていたものの時間不足により見送っていたが、開発終盤のQAテストの際にアンナプルナの担当者から誰を起用したかったのか尋ねられ、ラッパー・女優として有名なクィーン・ラティファの名前を軽い気持ちで伝えたところ、その2週間後にアンナプルナから彼女の声を録音できると連絡があり、完成の数週間前というタイミングでナレーションの音声が収録された。
本作収録のボーカル曲はチェリストでもあるシンガーソングライターのリネア・オルソンが歌唱しており、ソフトの発売後にはSimogoの公式YouTubeチャンネルにおいて作中の楽曲「A Place I Don’t Know」のライブ映像が公開された。一方、ゲーム最初のステージではクロード・ドビュッシーのピアノ曲『ベルガマスク組曲 第3曲「月の光」』のアレンジ曲が用いられている。

## 受賞歴
| 年   | 賞                                  | 部門                                                              | 結果                  | 出典   |
| ---- | ----------------------------------- | ----------------------------------------------------------------- | --------------------- | ------ |
| 2019 | Game Critics Awards                 | Best Independent Game                                             | ノミネート            | [ 9 ]  |
| 2019 | Golden Joystick Awards              | Best Visual Design                                                | ノミネート            | [ 10 ] |
| 2019 | Golden Joystick Awards              | Best Indie Game                                                   | ノミネート            | [ 10 ] |
| 2019 | Titanium Awards                     | Best Soundtrack                                                   | ノミネート            | [ 11 ] |
| 2019 | The Game Awards 2019                | Best Art Direction                                                | ノミネート            | [ 12 ] |
| 2019 | The Game Awards 2019                | Best Mobile Game                                                  | ノミネート            | [ 12 ] |
| 2019 | The Game Awards 2019                | Best Score / Music                                                | ノミネート            | [ 12 ] |
| 2020 | New York Game Awards                | A-Train Award for Best Mobile Game                                | 受賞                  | [ 13 ] |
| 2020 | New York Game Awards                | Off Broadway Award for Best Indie Game                            | ノミネート            | [ 13 ] |
| 2020 | New York Game Awards                | Tin Pan Alley Award for Best Music in a Game                      | 受賞                  | [ 13 ] |
| 2020 | Pocket Gamer Mobile Games Awards    | Game of the Year                                                  | ノミネート            | [ 14 ] |
| 2020 | Pocket Gamer Mobile Games Awards    | Best Audio/Visual Accomplishment                                  | ノミネート            | [ 14 ] |
| 2020 | Guild of Music Supervisors Awards   | Best Music Supervision in a Video Game - Daniel Olsen             | ノミネート            | [ 15 ] |
| 2020 | 第23回D.I.C.E. Awards               | Outstanding Achievement in Audio Design                           | ノミネート            | [ 16 ] |
| 2020 | 第23回D.I.C.E. Awards               | Outstanding Achievement for an Independent Game                   | ノミネート            | [ 16 ] |
| 2020 | 第23回D.I.C.E. Awards               | Portable Game of the Year                                         | 受賞                  | [ 16 ] |
| 2020 | NAVGTR Awards                       | Art Direction, Contemporary                                       | ノミネート            | [ 17 ] |
| 2020 | NAVGTR Awards                       | Camera Direction in a Game Engine                                 | ノミネート            | [ 17 ] |
| 2020 | NAVGTR Awards                       | Game, Music or Performance-Based                                  | ノミネート            | [ 17 ] |
| 2020 | NAVGTR Awards                       | Song Collection                                                   | ノミネート            | [ 17 ] |
| 2020 | Pégases Awards 2020                 | Meilleur jeu vidéo mobile étranger （最優秀外国製モバイルゲーム） | 受賞                  | [ 18 ] |
| 2020 | 第20回Game Developers Choice Awards | Best Audio                                                        | ノミネート            | [ 19 ] |
| 2020 | 第20回Game Developers Choice Awards | Best Mobile Game                                                  | ノミネート            | [ 19 ] |
| 2020 | 第20回Game Developers Choice Awards | Best Visual Art                                                   | ノミネート            | [ 19 ] |
| 2020 | SXSW Gaming Awards                  | Excellence in Art                                                 | ノミネート            | [ 20 ] |
| 2020 | SXSW Gaming Awards                  | Excellence in Musical Score                                       | ノミネート            | [ 20 ] |
| 2020 | SXSW Gaming Awards                  | Mobile Game of the Year                                           | ノミネート            | [ 20 ] |
| 2020 | 第16回英国アカデミー賞ゲーム部門    | Animation                                                         | ノミネート            | [ 21 ] |
| 2020 | 第16回英国アカデミー賞ゲーム部門    | Artistic Achievement                                              | 受賞                  | [ 21 ] |
| 2020 | 第24回ウェビー賞                    | Best Art Direction                                                | ノミネート            | [ 22 ] |
| 2020 | 第24回ウェビー賞                    | Best Game Design                                                  | 受賞                  | [ 22 ] |
| 2020 | 第24回ウェビー賞                    | Best Music/Sound Design                                           | ノミネート            | [ 22 ] |
| 2020 | Nordic Game Awards 2020             | Nordic Game of the Year                                           | ノミネート            | [ 23 ] |
| 2020 | Nordic Game Awards 2020             | Nordic Game of the Year - Small Screen                            | 受賞                  | [ 23 ] |
| 2020 | Nordic Game Awards 2020             | Best Art                                                          | 受賞                  | [ 23 ] |
| 2020 | Nordic Game Awards 2020             | Best Game Design                                                  | ノミネート            | [ 23 ] |
| 2020 | Nordic Game Awards 2020             | Best Audio                                                        | ノミネート            | [ 23 ] |
| 2020 | Apple Design Awards                 | ゲーム部門                                                        | 受賞 （他作品と共同） | [ 24 ] |
| 2020 | International Mobile Gaming Awards  | Jury's Honorable Mention                                          | 受賞                  | [ 25 ] |